# Crystallogobius linearis
Il ghiozzo cristallino o ghiozzetto cristallino (Crystallogobius linearis) è un pesce di mare appartenente alla famiglia Gobiidae.

## Distribuzione e habitat
È presente nel mar Mediterraneo e sulle coste atlantiche europee a nord fino alla Norvegia. 

È una specie strettamente pelagica e vive in acque aperte lontano dalle coste e dal fondale a cui si avvicina solo per la riproduzione. Si può ritrovare fino a 400 m di profondità.

## Descrizione
Appare diverso dai gobidi più tipici, infatti è completamente trasparente ed appiattito lateralmente con la seconda pinna dorsale molto lunga. Il dimorfismo sessuale è spiccatissimo: il maschio ha bocca più grande ed armata di denti caniniformi, ha pinne ventrali e prima pinna dorsale piccole ma visibili, la femmina invece è totalmente priva di denti e di pinne pelviche e di prima pinna dorsale. È difficile da distinguere dal rossetto.

Il colore può essere rosato ma più di frequente è totalmente trasparente.

Non supera i 5 cm.

## Alimentazione
Si nutre soprattutto di piccoli crostacei planctonici.

## Riproduzione
Avviene in estate, quando i riproduttori hanno 1 anno, su fondi fangosi con conchiglie, le uova sono deposte in tubi di anellidi sedentari e vengono sorvegliate dal maschio. Dopo la schiusa i genitori muoiono

## Pesca
Si ritrova nella minutaglia delle reti a strascico e talvolta viene venduto assieme al rossetto.